# Буйновски, Кристен
Кристен Буйновски (англ. Kristen Bujnowski; род. 14 марта 1992, Лондон) — канадская бобслеистка, призёр чемпионатов мира.

## Карьера
Ранее Буйновски занималась лёгкой атлетикой, выступая в прыжках в длину.
В 2017 году перешла в бобслей, в качестве разгоняющей; в ноябре 2017 года дебютировала на Кубке мира 2017 года на этапе в Лейк-Плэсиде, на котором заняла 7-е место.
Входила в состав сборной на Олимпийских играх 2018 года, но в заездах не участвовала, являясь запасной. В декабре 2018 года участвовала на Кубке Европы, где одержала две победы и один раз заняла второе место.
На чемпионате мира 2019 года завоевала серебро в заезде смешанных команд и бронзу в двойках, вместе с пилотом Кристин Де Брёйн. Через год, на чемпионате мира 2020 года вместе с Де Брёйн завоевала серебро в двойках.
Вошла в состав сборной на Олимпийских играх 2022 года, где вместе с Кристин де Брёйн участвовала в соревнованиях двоек, но они заняли 5-е место.